# Scaevola

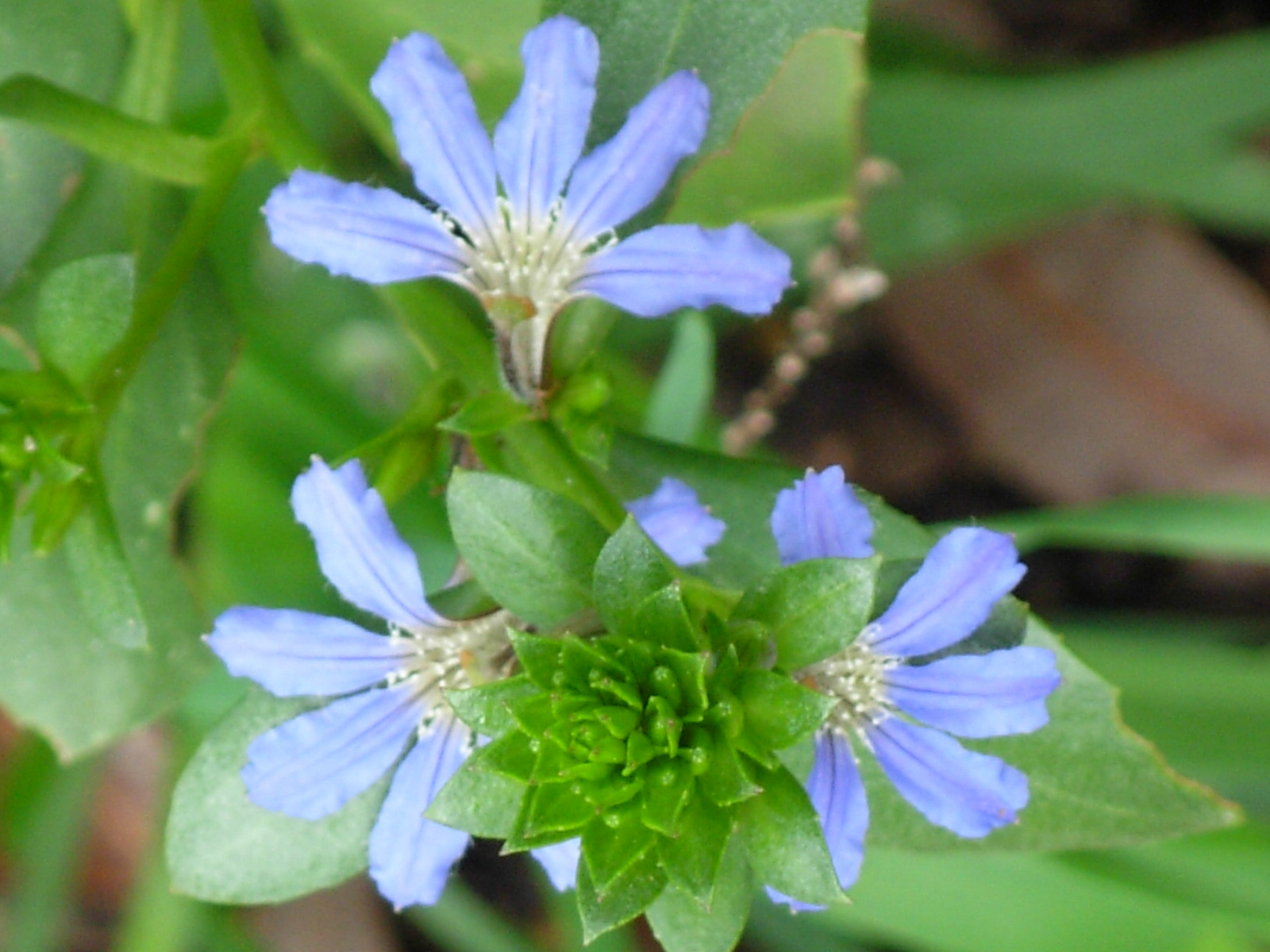
Scaevola crassifolia

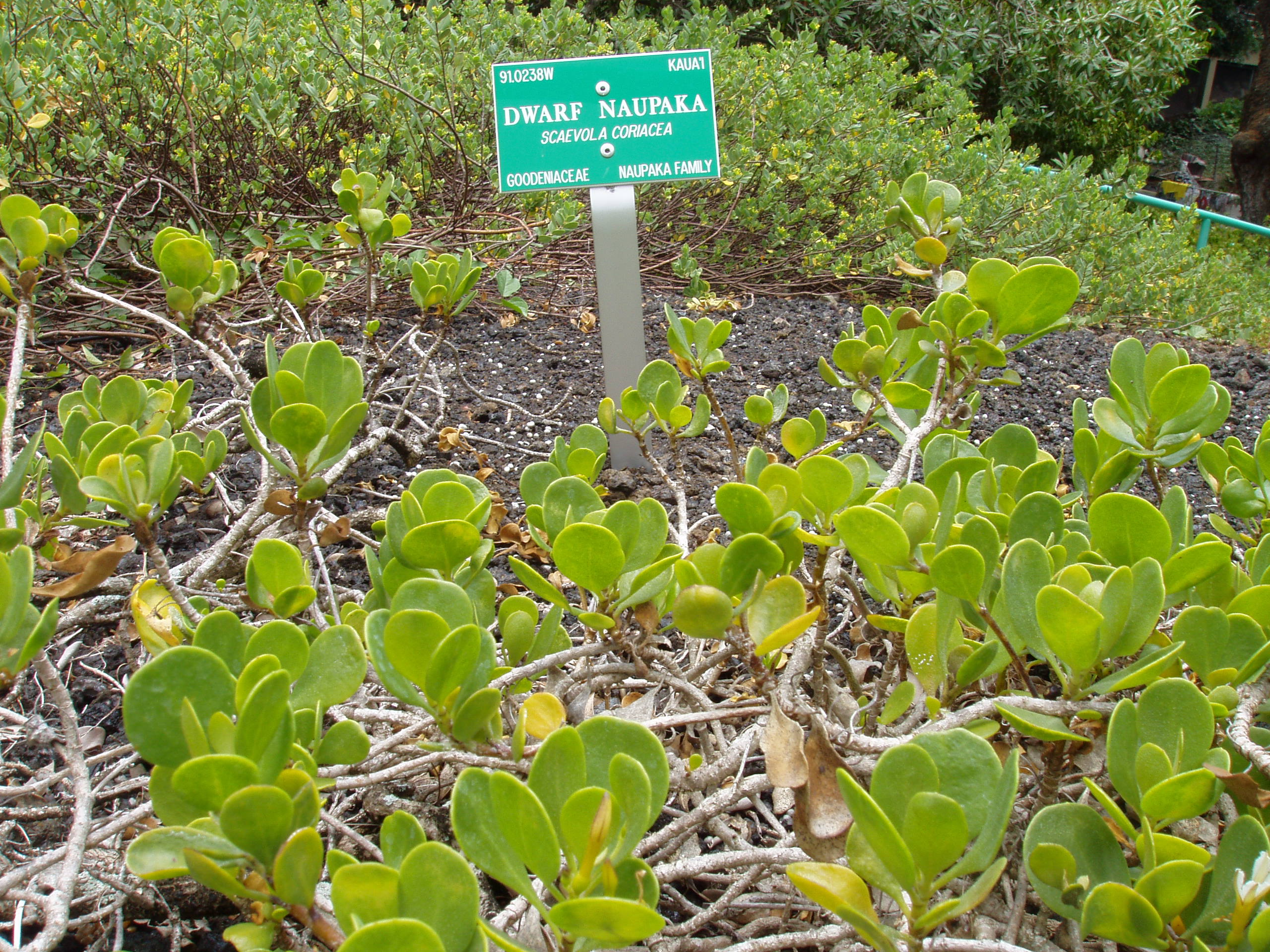
Scaevola coriacea a Liliʻuokalani Botanical Garden, Honolulu

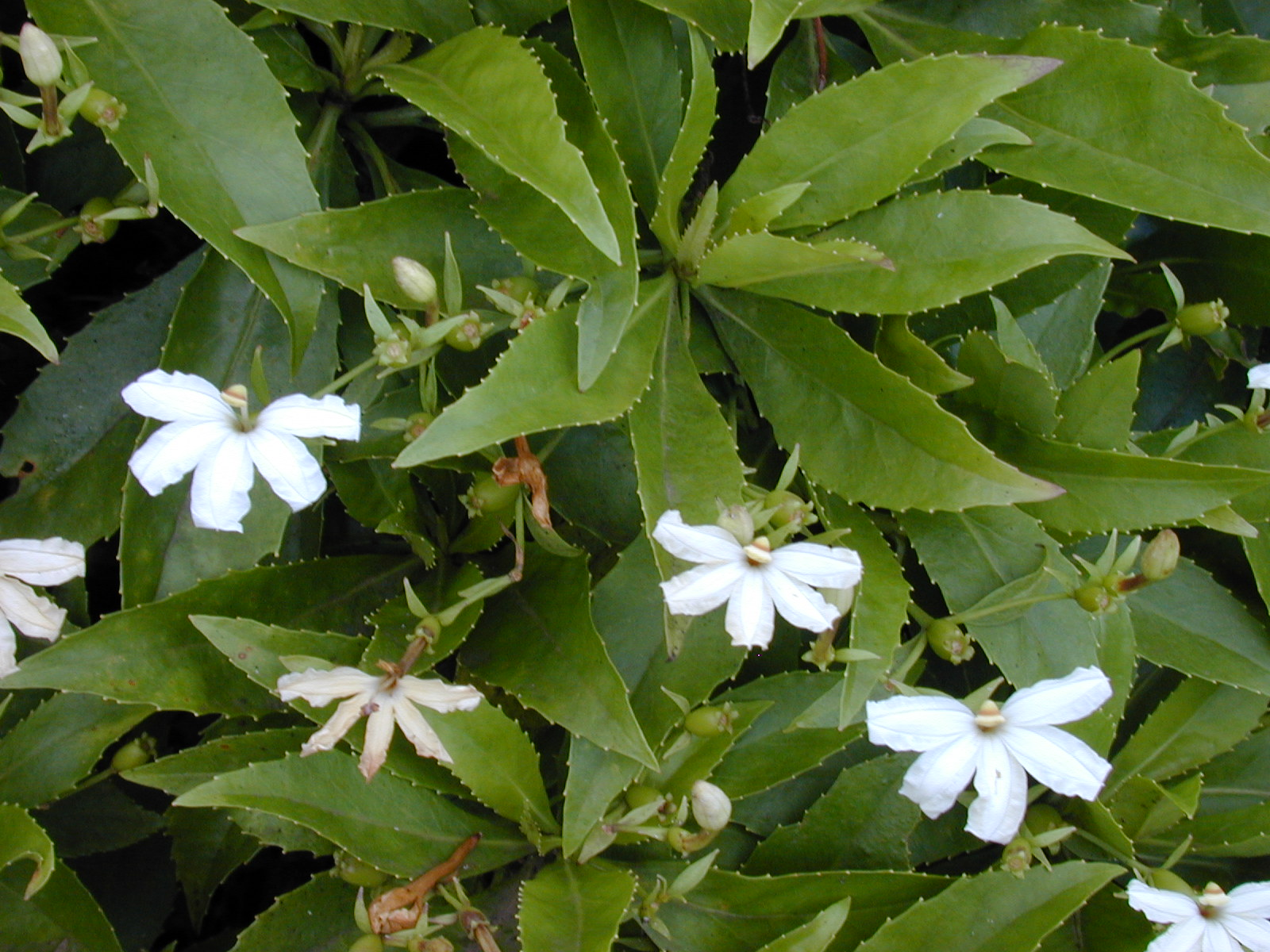
Scaevola chamissoniana

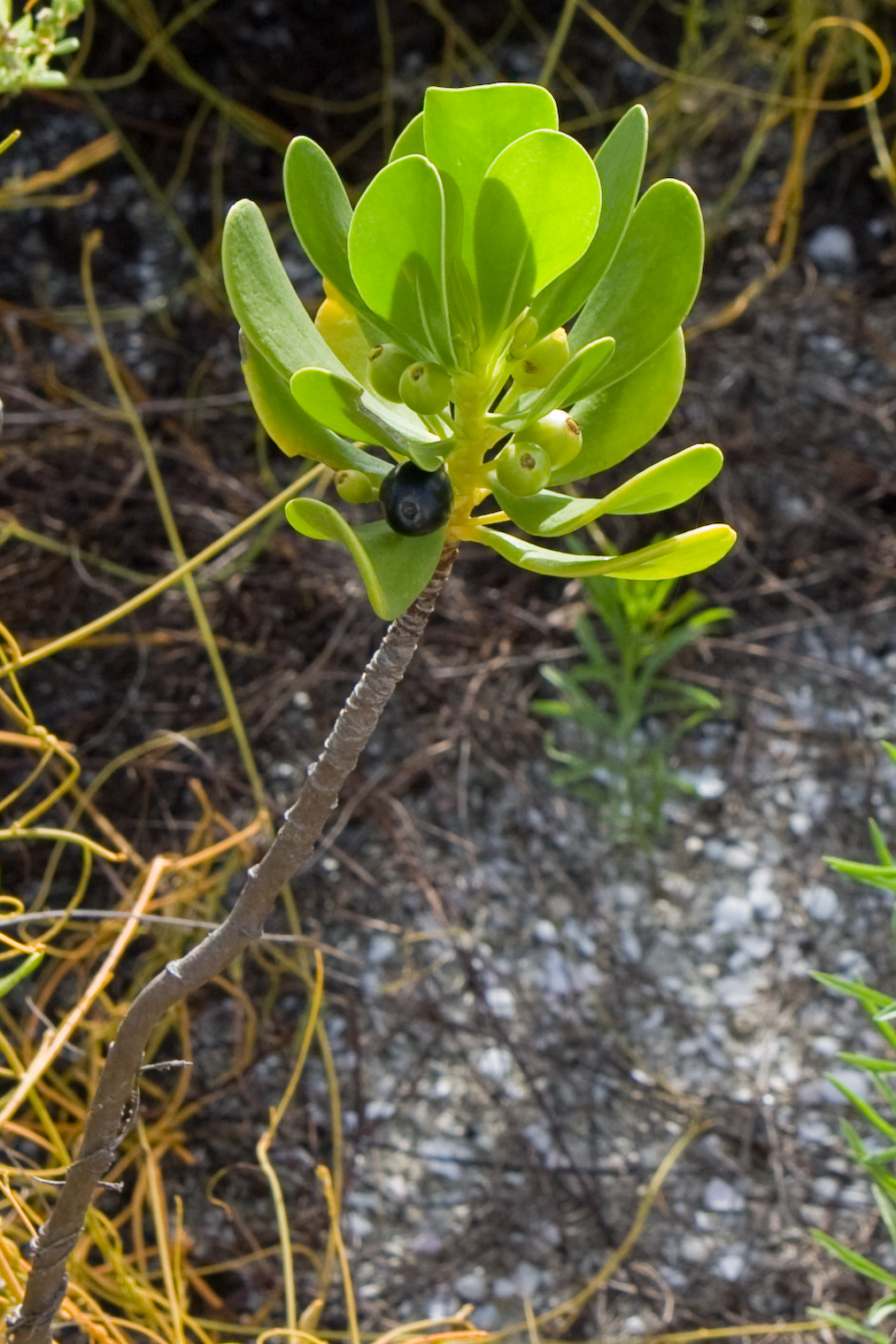
Scaevola plumieri a Florida

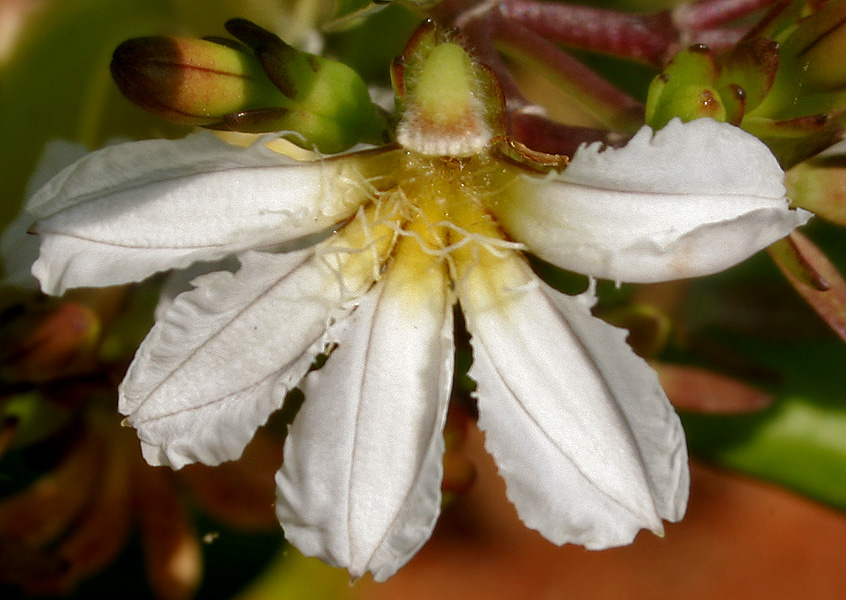
Scaevola taccada a Rangareddy district, Andhra Pradesh, Índia.

Scaevola és un gènere de plantes amb flor de la família Goodeniaceae.

## Característiques
Són arbusts que es troben a les zones tropicals, especialment a Austràlia i Polinèsia.
Les flors tenen sovint la forma de "mitja flor" o forma de ventall.
Algunes espècies són híbrids.
Scaevola taccada (syn, S. sericea) es troba a la zona de platja de moltes zones marítimes tropicals arreu dels oceans del món. Sovint representa una amenaça per les plantes dels litorals d'alguns països.

## Taxonomia
N'hi ha unes 130 espècies:
- Scaevola aemula R.Br.
- Scaevola albida (Sm.) Druce
- Scaevola amblyanthera F.Muell.[5]
- Scaevola anchusifolia Benth.[5]
- Scaevola angulata R.Br.[5]
- Scaevola angustata Carolin[5]
- Scaevola archeriana L.W.Sage[5]
- Scaevola argentea Carolin[5]
- Scaevola auriculata Benth.[5]
- Scaevola balansae Guillaumin[6]
- Scaevola ballajupensis L.W.Sage[5]
- Scaevola basedowii Carolin[5]
- Scaevola beckii A. Zahlbruckner[6]
- Scaevola brookeana F.Muell.[5]
- Scaevola browniana Carolin[5]
- Scaevola bursariifolia J.M.Black[5]
- Scaevola calendulacea (Andrews) Druce[5]
- Scaevola calliptera Benth.[5]
- Scaevola canescens Benth.[5]
- Scaevola chamissoniana Gaud.[6]
- Scaevola chanii Wong[6]
- Scaevola chrysopogon Carolin[5]
- Scaevola coccinea Daniker[6]
- Scaevola collaris F.Muell.[5]
- Scaevola collina J.M.Black ex E.L.Robertson[5]
- Scaevola coriacea Nutt.[6]
- Scaevola crassifolia Labill.[5]
- Scaevola cuneiformis Labill.[5]
- Scaevola cunninghamii DC.[5]
- Scaevola cylindrica Schlechter & Krause[6]
- Scaevola densifolia Carolin[5]
- Scaevola depauperata R.Br.[5]
- Scaevola enantophylla F.Muell.[5]
- Scaevola eneabba Carolin[5]
- Scaevola floribunda A. Gray[6]
- Scaevola gaudichaudiana Cham.[6]
- Scaevola gaudichaudii Hook. & Arnott[6]
- Scaevola glabra Hook. & Arnott[6]
- Scaevola glabrata Carolin[5]
- Scaevola glandulifera DC.[5]
- Scaevola globosa (Carolin)[5]
- Scaevola globulifera Labill.[5]
- Scaevola glutinosa Carolin[5]
- Scaevola gracilis Hook. f.[6]
- Scaevola graminea Ewart & A.H.K.Petrie[5]
- Scaevola hamiltonii K.Krause[5]
- Scaevola hobdyi W. L. Wagner[6]
- Scaevola hookeri (de Vriese) F.Muell. ex Hook.f.[5]
- Scaevola humifusa de Vriese[5]
- Scaevola humilis R.Br.[5]
- Scaevola kallophyla G.J.Howell[5]
- Scaevola kilaueae Degener[6]
- Scaevola laciniata F.M.Bailey[5]
- Scaevola lanceolata Benth.[5]
- Scaevola linearis R.Br.[5]
- Scaevola macrophylla (de Vriese) Benth.[5]
- Scaevola macrostachya Benth.[5]
- Scaevola microphylla (de Vriese) Benth.[5]
- Scaevola micrantha Presl[6]
- Scaevola mollis Hook. & Arnott[6]
- Scaevola montana Labill.[6]
- Scaevola muluensis
- Scaevola myrtifolia (de Vriese) K.Krause[5]
- Scaevola nitida R.Br.[5]
- Scaevola nubigena Lauterb.[6]
- Scaevola obovata Carolin[5]
- Scaevola oldfieldii F.Muell.[5]
- Scaevola oppositifolia F. Muell.[6]
- Scaevola ovalifolia R.Br.[5]
- Scaevola oxyclona F.Muell.[5]
- Scaevola paludosa R.Br.[5]
- Scaevola parvibarbata Carolin[5]
- Scaevola parviflora K.Krause[5]
- Scaevola parvifolia F.Muell. ex Benth.[5]
- Scaevola phlebopetala F.Muell.[5]
- Scaevola pilosa Benth.[5]
- Scaevola platyphylla Lindl.[5]
- Scaevola plumieri M. Vahl[6]
- Scaevola porocarya F.Muell.[5]
- Scaevola procera Hillebr.[6]
- Scaevola pulchella Carolin[5]
- Scaevola pulvinaris (E.Pritz.) K.Krause[5]
- Scaevola ramosissima (Sm.) K.Krause[5]
- Scaevola repens de Vriese[5]
- Scaevola restiacea Benth.[5]
- Scaevola revoluta R.Br.[5]
- Scaevola sericophylla Benth.[5]
- Scaevola socotraensis St. John[6]
- Scaevola spicigera Carolin[5]
- Scaevola spinescens R.Br.[5]
- Scaevola striata R.Br.[5]
- Scaevola subcapitata F. Brown[6]
- Scaevola taccada (Gaertn.) Roxb. – col de platja, Kayu Kankong[5]
- Scaevola tahitensis Carlq.[6]
- Scaevola tenuifolia Carolin[5]
- Scaevola thesioides Benth.[5]
- Scaevola tomentosa Gaudich.[5]
- Scaevola tortuosa Benth.[5]
- Scaevola verticillata
- Scaevola virgata Carolin[5]
- Scaevola wrightii Maza[6]